# Aggelos Charisteas
Angelos Charisteas (in greco Άγγελος Χαριστέας?, pron. /ˈaŋɡelos xarisˈtɛas/; Serres, 9 febbraio 1980) è un ex calciatore greco, di ruolo attaccante, campione d'Europa con la nazionale greca nel 2004.
È principalmente ricordato per aver segnato la rete decisiva nella finale di Euro 2004 contro il Portogallo, che permise alla Grecia di vincere il primo e fino ad ora unico trofeo della sua storia.
Nel marzo 2019 viene scelto come ambasciatore per l’Europeo 2020.

## Carriera

### Club

#### Strimonikos Serron
Angelos Charisteas inizia la sua carriera nelle giovanili dello Strimonikos Serron un piccolo club di Serres.

#### Aris Salonicco e Athinaikos
Nel 1997 passa all'Aris Salonicco dove totalizza 9 presenze e segna 2 goal, riportando il club nella massima serie.
Non trovando molto spazio all'Aris complice la sua giovane età, da gennaio fino a giugno 1999 viene girato in prestito all'Athinaikos di Atene, dove totalizza 7 presenze, segnando 1 gol.
Nella stagione 1998-1999, Charisteas contribuisce alla qualificazione dell'Aris Salonicco alla Coppa UEFA e nella stagione 1999/2000 in questa competizione, viene eliminato dal Celta de Vigo al secondo turno. Nella stagione 2001/2002 alcuni importanti club si interessano a lui come i tedeschi del Werder Brema e il Parma Calcio.

#### Werder Brema
Nell'estate 2002 passa ai tedeschi del Werder Brema per tre anni, dove nella stagione 2003-2004 vince il Campionato tedesco e una Coppa di Germania. Dopo questi successi il c.t. Otto Rehhagel lo porta all'Europeo del 2004 vinto dalla Grecia dove Charisteas diventa un eroe nazionale segnando il goal nella finale. Nella Champions League 2004/2005 segna anche un paio di goal importanti per il cammino della sua squadra in questa competizione.

#### Ajax e Feyenoord
Nell'estate del 2005 si trasferisce nei Paesi Bassi nelle file dell'Ajax di Amsterdam, qui vince una KNVB beker nel 2005-2006 e una Johan Cruijff Schaal nel 2006.
Nell'estate del 2006 passa agli olandesi del Feyenoord per una stagione, totalizzando 28 presenze e segnando 9 reti in campionato.

#### Norimberga e il prestito al Bayer Leverkusen
Nell'estate 2007 ritorna in Germania nelle file del Norimberga, dove segna alcuni goal importanti in Coppa UEFA. Durante questa stagione molte squadre si fanno avanti per Charisteas come L'Eintracht Francoforte e gli inglesi dello Stoke City e dell'Ipswich. Dalla Grecia nel dicembre 2008, c'è un interesse da parte del Panathīnaïkos e l'Olympiakos mentre dall'Italia il Bologna mostra un interesse e il Chievo Verona si fa avanti per il bomber greco.
Nel febbraio 2009, il Bayer Leverkusen per colmare il vuoto dal greco Theofanis Gekas passato in prestito al Portsmouth, ingaggia Aggelos Charisteas con la formula del prestito dal Norimberga. Aggelos Charisteas con la sua nuova squadra raggiunge la finale della Coppa di Germania contro il Werder Brema sua ex-squadra, con cui aveva già vinto questa competizione.
Nell'estate 2009, terminato il prestito con il Bayer Leverkusen ritorna al Norimberga appena promossa nella massima serie tedesca. Qui arrivano notizie di un ritorno in patria dopo alcuni anni all'estero da parte dell'AEK Atene. Il 13 marzo 2010 segna il goal della vittoria in trasferta dove Norimberga si impone per 1-2 contro l'Hertha Berlino del connazionale Theofanis Gekas, contribuendo alla salvezza della squadra tedesca dalla retrocessione nella seconda divisione. Nell'estate 2010, voci lo accostano a qualche club italiano come Lazio e Bologna, ma non ci furono offerte ufficiali.

#### Arles-Avignon
Nell'agosto 2010 Charisteas si trasferisce all'Arles-Avignon, società neopromossa nella Ligue 1 francese, che ne annuncia l'ingaggio insieme a quello del connazionale Aggelos Mpasinas ma dopo un inizio di stagione difficile rescinde il contratto con la società transalpina.

#### Schalke 04
Il 30 gennaio 2011 lo Schalke ufficializza il suo arrivo. Charisteas ha firmato un contratto fino alla fine dell'attuale stagione. Con lo Schalke raggiunge la finale della Coppa nazionale battendo in semifinale il Bayern Monaco. Il 12 marzo segna la sua rete che permette allo Schalke di imporsi contro l'Eintracht Francoforte, dove militano i connazionali Ioannis Amanatidis, Theofanis Gekas e Georgios Tzavelas. Proprio quest'ultimo aveva riportato il risultato in parità, prima che Charisteas mettesse a segno il goal del 2-1. Il 13 aprile 2011 accede con lo Schalke alla semifinale di Champions League battendo ai quarti di finale l'Inter di Leonardo, campione in carica. Aggelos Charisteas entra al 32 del secondo tempo al posto del brasiliano Edu e con questo risultato, sia lo Schalke che Charisteas raggiungono un risultato mai raggiunto prima. Il 21 maggio vince nuovamente la Coppa di Germania 2010-2011, dopo quella vinta con il Werder Brema nel 2004, un mese prima di laurearsi campione d'Europa con la Nazionale Greca.

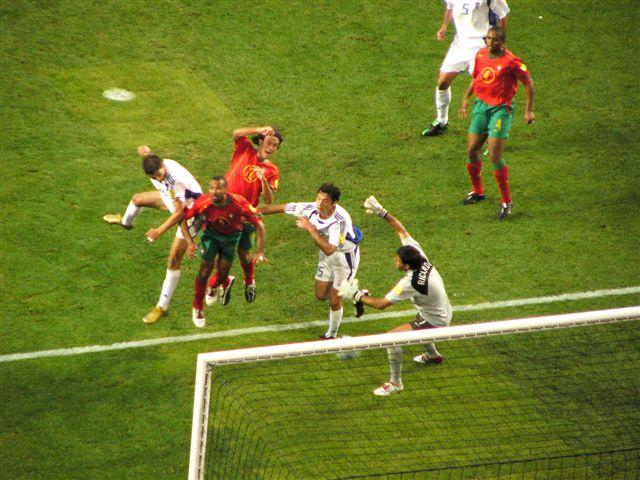
Charisteas mette a segno il gol che decide in favore della la finale del campionato europeo 2004 contro il (1-0) padrone di casa.

#### Panaitolikos
Nell'estate 2011, dopo 9 anni passati in giro per l'Europa decide di ritornare a giocare in Grecia nelle file del Panaitolikos, squadra neopromossa in Souper Ligka Ellada, arrivata prima nella Football League greca davanti al PAS Giannina. Charisteas con il Panaitolikos firma un contratto di una stagione, qui trova anche il portiere italiano Luigi Cennamo e il 14 settembre 2011 segna il suo primo goal dando la vittoria per 1-0 contro l'Asteras Tripolis. Il 21 dicembre Charisteas con la sua nuova squadra accede ai 16 della Coppa di Grecia contro il Larissa dell'ex compagno di nazionale Stylianos Venetidīs con cui vinsero l'Europeo 2004 in Portogallo. L'11 marzo rientra in squadra dopo una breve assenza e prende per mano la squadra segnando il goal del momentaneo 1-0 contro l'Ergotelis al 23 minuto del primo tempo, mentre nella ripresa, procura un rigore che Henri Camara trasforma per il 2-0. Il 18 aprile 2012 segna la sua 4 rete, nella vittoria per 5-1 contro l'Aris Salonicco, la squadra che lo lanciò.

#### Al-Nassr
Il 16 febbraio 2013 viene riportato un interessamento sul Corriere dello Sport da parte dell'Inter, ma dopo qualche giorno Charisteas firma un contratto per l'Al-Nassr.

#### Sydney Olympic
Nel gennaio 2014 firma per il Sydney Olympic.

### Nazionale
Durante la permanenza nel Werder Brema l'allenatore della nazionale greca, il tedesco Otto Rehhagel, lo convocò per il campionato d'Europa 2004. Qui Charisteas segnò una prima rete nella seconda gara del primo turno contro la Spagna (finita 1-1), poi il gol con cui la Grecia eliminò la Francia (1-0) nei quarti di finale. Al dodicesimo minuto del secondo tempo della finale di Lisbona contro i padroni di casa del Portogallo Charisteas spedì di testa in rete, alle spalle del portiere lusitano Ricardo, il pallone che valse la conquista del primo Europeo nella storia della nazionale greca.
Charisteas partecipa alla FIFA Confederations Cup 2005 da vincente dell'Europeo 2004 e poi partecipa alle qualificazioni all'Europeo 2008, vincendo il proprio girone con un buon distacco dalla seconda qualificata, la Turchia. Con il gol segnato alla Spagna nella fase finale dell'Europeo 2008, Charisteas diventa uno dei pochi calciatori ad aver segnato in due diverse edizioni della competizione quadriennale. Segna anche dei gol che permetteranno alla nazionale greca di qualificarsi al Mondiale 2010.
L'8 ottobre 2011 viene riconvocato in nazionale per sfida di qualificazione agli Europei 2012 contro la Croazia, mentre l'11 ottobre gioca da titolare contro la Georgia fuori casa all'85º segna il gol della vittoria, che manda automaticamente la Grecia all'Europeo 2012. Diventa l'unico giocatore greco ad aver segnato nelle qualificazioni per tre Europei e per tre Mondiali consecutivi.

## Statistiche

### Presenze e reti nei club
| Stagione              | Squadra               | Campionato            | Campionato | Campionato | Coppe nazionali | Coppe nazionali | Coppe nazionali | Coppe continentali | Coppe continentali | Coppe continentali | Totale | Totale |
| Stagione              | Squadra               | Comp                  | Pres       | Reti       | Comp            | Pres            | Reti            | Comp               | Pres               | Reti               | Pres   | Reti   |
| --------------------- | --------------------- | --------------------- | ---------- | ---------- | --------------- | --------------- | --------------- | ------------------ | ------------------ | ------------------ | ------ | ------ |
| 1997-1998             | Arīs Salonicco        | AE                    | 9          | 2          | CG              | ?               | ?               | -                  | -                  | -                  | 9+     | 2+     |
| 1998-gen. 1999        | Athīnaïkos            | BE                    | 7          | 1          | CG              | ?               | ?               | -                  | -                  | -                  | 7 +    | 1+     |
| gen.-giu. 1999        | Arīs Salonicco        | AE                    | 12         | 4          | CG              | ?               | ?               | -                  | -                  | -                  | 12+    | 4+     |
| 1999-2000             | Arīs Salonicco        | AE                    | 19         | 1          | CG              | ?               | ?               | CU                 | 1                  | 0                  | 20+    | 1+     |
| 2000-2001             | Arīs Salonicco        | AE                    | 28         | 8          | CG              | ?               | ?               | -                  | -                  | -                  | 28     | 8      |
| 2001-2002             | Arīs Salonicco        | AE                    | 19         | 4          | CG              | ?               | ?               | -                  | -                  | -                  | 19     | 4      |
| Totale Aris Salonicco | Totale Aris Salonicco | Totale Aris Salonicco | 78         | 17         | -               | -               | -               | -                  | 1                  | 0                  | 79     | 17     |
| 2002-2003             | Werder Brema          | BL                    | 31         | 9          | CG              | 4               | 4               | CU                 | 4                  | 2                  | 39     | 15     |
| 2003-2004             | Werder Brema          | BL                    | 24         | 4          | CG              | 5               | 2               | CI                 | 3                  | 1                  | 32     | 7      |
| 2004-gen. 2005        | Werder Brema          | BL                    | 11         | 5          | CG              | 2               | 0               | CL                 | 5                  | 1                  | 18     | 6      |
| Totale Werder Brema   | Totale Werder Brema   | Totale Werder Brema   | 66         | 18         |                 | 11              | 6               | -                  | 12                 | 4                  | 89     | 28     |
| gen.-giu. 2005        | Ajax                  | E                     | 13         | 4          | KB              | 3               | 1               | CU                 | 0                  | 0                  | 16     | 5      |
| 2005-2006             | Ajax                  | E                     | 17         | 8          | KB              | 3               | 1               | CL                 | 4                  | 0                  | 27     | 10     |
| ago. 2006             | Ajax                  | E                     | 1          | 0          | KB              | 0               | 0               | -                  | -                  | -                  | 1      | 0      |
| Totale Ajax           | Totale Ajax           | Totale Ajax           | 31         | 12         |                 | 6               | 2               |                    | 4                  | 0                  | 41     | 14     |
| ago. 2006-2007        | Feyenoord             | E                     | 28         | 9          | KB              | 0               | 0               | CU                 | 6                  | 1                  | 34     | 10     |
| 2007-2008             | Norimberga            | BL                    | 24         | 6          | CG              | 1               | 2               | CU                 | 6                  | 3                  | 31     | 11     |
| 2008-gen. 2009        | Norimberga            | BL                    | 14         | 1          | CG              | 2               | 0               | -                  | -                  | -                  | 16     | 1      |
| gen.-giu. 2009        | Bayer Leverkusen      | BL                    | 13         | 1          | CG              | 3               | 1               | -                  | -                  | -                  | 16     | 2      |
| 2009-2010             | Norimberga            | BL                    | 19         | 1          | CG              | 1               | 0               | -                  | -                  | -                  | 20     | 1      |
| Totale Norimberga     | Totale Norimberga     | Totale Norimberga     | 57         | 8          |                 | 4               | 2               |                    | 6                  | 3                  | 67     | 13     |
| 2010-gen. 2011        | Arles-Avignon         | L1                    | 6          | 0          | CF+CL           | 0+1             | 0+0             | -                  | -                  | -                  | 7      | 0      |
| gen.-giu. 2011        | Schalke 04            | BL                    | 4          | 1          | CG              | 0               | 0               | CL                 | 1                  | 0                  | 5      | 1      |
| 2011-2012             | Panaitōlikos          | SLE                   | 24         | 4          | CG              | 2               | 0               | -                  | -                  | -                  | 24     | 4      |
| feb.-giu. 2013        | Al-Nassr              | SPL                   | 5          | 1          | -               | -               | -               | -                  | -                  | -                  | 5      | 1      |
| gen.-giu. 2014        | Sydney Olympic        | A                     | 6          | 1          | -               | -               | -               | -                  | -                  | -                  | 6      | 1      |
| Totale carriera       | Totale carriera       | Totale carriera       | 334        | 75         |                 | 27+             | 11+             |                    | 40+                | 8+                 | 401    | 94+    |

### Cronologia presenze e reti in nazionale
| Cronologia completa delle presenze e delle reti in nazionale ― Grecia | Cronologia completa delle presenze e delle reti in nazionale ― Grecia | Cronologia completa delle presenze e delle reti in nazionale ― Grecia | Cronologia completa delle presenze e delle reti in nazionale ― Grecia | Cronologia completa delle presenze e delle reti in nazionale ― Grecia | Cronologia completa delle presenze e delle reti in nazionale ― Grecia | Cronologia completa delle presenze e delle reti in nazionale ― Grecia | Cronologia completa delle presenze e delle reti in nazionale ― Grecia |
| Data                                                                  | Città                                                                 | In casa                                                               | Risultato                                                             | Ospiti                                                                | Competizione                                                          | Reti                                                                  | Note                                                                  |
| --------------------------------------------------------------------- | --------------------------------------------------------------------- | --------------------------------------------------------------------- | --------------------------------------------------------------------- | --------------------------------------------------------------------- | --------------------------------------------------------------------- | --------------------------------------------------------------------- | --------------------------------------------------------------------- |
| 28-2-2001                                                             | Candia                                                                | Grecia                                                                | 3 – 3                                                                 | Russia                                                                | Amichevole                                                            | 2                                                                     |                                                                       |
| 28-3-2001                                                             | Atene                                                                 | Grecia                                                                | 2 – 4                                                                 | Germania                                                              | Qual. Mondiali 2002                                                   | 1                                                                     |                                                                       |
| 25-4-2001                                                             | Varaždin                                                              | Croazia                                                               | 2 – 2                                                                 | Grecia                                                                | Amichevole                                                            | -                                                                     |                                                                       |
| 2-6-2001                                                              | Candia                                                                | Grecia                                                                | 1 – 0                                                                 | Albania                                                               | Qual. Mondiali 2002                                                   | -                                                                     |                                                                       |
| 15-8-2001                                                             | Monterrey                                                             | Messico                                                               | 0 – 0                                                                 | Grecia                                                                | Amichevole                                                            | -                                                                     |                                                                       |
| 5-9-2001                                                              | Helsinki                                                              | Finlandia                                                             | 5 – 1                                                                 | Grecia                                                                | Qual. Mondiali 2002                                                   | -                                                                     |                                                                       |
| 6-10-2001                                                             | Londra                                                                | Inghilterra                                                           | 2 – 2                                                                 | Grecia                                                                | Qual. Mondiali 2002                                                   | 1                                                                     |                                                                       |
| 13-2-2002                                                             | Salonicco                                                             | Grecia                                                                | 2 – 2                                                                 | Svezia                                                                | Amichevole                                                            | -                                                                     |                                                                       |
| 21-8-2002                                                             | Costanza                                                              | Romania                                                               | 0 – 1                                                                 | Grecia                                                                | Amichevole                                                            | -                                                                     |                                                                       |
| 7-9-2002                                                              | Atene                                                                 | Grecia                                                                | 0 – 2                                                                 | Spagna                                                                | Qual. Euro 2004                                                       | -                                                                     |                                                                       |
| 12-10-2002                                                            | Kiev                                                                  | Ucraina                                                               | 2 – 0                                                                 | Grecia                                                                | Qual. Euro 2004                                                       | -                                                                     |                                                                       |
| 16-10-2002                                                            | Atene                                                                 | Grecia                                                                | 2 – 0                                                                 | Armenia                                                               | Qual. Euro 2004                                                       | -                                                                     |                                                                       |
| 20-11-2002                                                            | Atene                                                                 | Grecia                                                                | 0 – 0                                                                 | Inghilterra                                                           | Amichevole                                                            | -                                                                     |                                                                       |
| 12-2-2003                                                             | Candia                                                                | Grecia                                                                | 1 – 0                                                                 | Norvegia                                                              | Amichevole                                                            | -                                                                     |                                                                       |
| 26-3-2003                                                             | Graz                                                                  | Austria                                                               | 2 – 2                                                                 | Grecia                                                                | Amichevole                                                            | -                                                                     |                                                                       |
| 2-4-2003                                                              | Belfast                                                               | Irlanda del Nord                                                      | 0 – 2                                                                 | Grecia                                                                | Qual. Euro 2004                                                       | 2                                                                     |                                                                       |
| 30-4-2003                                                             | Žilina                                                                | Slovenia                                                              | 2 – 2                                                                 | Grecia                                                                | Amichevole                                                            | -                                                                     |                                                                       |
| 7-6-2003                                                              | Saragozza                                                             | Spagna                                                                | 0 – 1                                                                 | Grecia                                                                | Qual. Euro 2004                                                       | -                                                                     |                                                                       |
| 11-6-2003                                                             | Atene                                                                 | Grecia                                                                | 1 – 0                                                                 | Ucraina                                                               | Qual. Euro 2004                                                       | 1                                                                     |                                                                       |
| 20-8-2003                                                             | Norrköping                                                            | Svezia                                                                | 1 – 2                                                                 | Grecia                                                                | Amichevole                                                            | -                                                                     |                                                                       |
| 6-9-2003                                                              | Erevan                                                                | Armenia                                                               | 0 – 1                                                                 | Grecia                                                                | Qual. Euro 2004                                                       | -                                                                     |                                                                       |
| 11-10-2003                                                            | Atene                                                                 | Grecia                                                                | 1 – 0                                                                 | Irlanda del Nord                                                      | Qual. Euro 2004                                                       | -                                                                     |                                                                       |
| 15-11-2003                                                            | Aveiro                                                                | Portogallo                                                            | 1 – 1                                                                 | Grecia                                                                | Amichevole                                                            | -                                                                     |                                                                       |
| 18-2-2004                                                             | Atene                                                                 | Grecia                                                                | 2 – 0                                                                 | Bulgaria                                                              | Amichevole                                                            | -                                                                     |                                                                       |
| 31-3-2004                                                             | Candia                                                                | Grecia                                                                | 1 – 0                                                                 | Svizzera                                                              | Amichevole                                                            | -                                                                     |                                                                       |
| 28-4-2004                                                             | Eindhoven                                                             | Paesi Bassi                                                           | 4 – 0                                                                 | Grecia                                                                | Amichevole                                                            | -                                                                     |                                                                       |
| 3-6-2004                                                              | Vaduz                                                                 | Liechtenstein                                                         | 0 – 2                                                                 | Grecia                                                                | Amichevole                                                            | 1                                                                     |                                                                       |
| 12-6-2004                                                             | Porto                                                                 | Grecia                                                                | 2 – 1                                                                 | Portogallo                                                            | Euro 2004 - 1º turno                                                  | -                                                                     |                                                                       |
| 16-6-2004                                                             | Porto                                                                 | Spagna                                                                | 1 – 1                                                                 | Grecia                                                                | Euro 2004 - 1º turno                                                  | 1                                                                     |                                                                       |
| 20-6-2004                                                             | Faro                                                                  | Russia                                                                | 2 – 1                                                                 | Grecia                                                                | Euro 2004 - 1º turno                                                  | -                                                                     |                                                                       |
| 25-6-2004                                                             | Lisbona                                                               | Grecia                                                                | 1 – 0                                                                 | Francia                                                               | Euro 2004 - Quarti di finale                                          | 1                                                                     |                                                                       |
| 1-7-2004                                                              | Porto                                                                 | Rep. Ceca                                                             | 0 – 1 dts                                                             | Grecia                                                                | Euro 2004 - Semifinale                                                | -                                                                     |                                                                       |
| 4-7-2004                                                              | Lisbona                                                               | Grecia                                                                | 1 – 0                                                                 | Portogallo                                                            | Euro 2004 - Finale                                                    | 1                                                                     | [ 12 ]                                                                |
| 18-8-2004                                                             | Praga                                                                 | Rep. Ceca                                                             | 0 – 0                                                                 | Grecia                                                                | Amichevole                                                            | -                                                                     |                                                                       |
| 4-9-2004                                                              | Tirana                                                                | Albania                                                               | 2 – 1                                                                 | Grecia                                                                | Qual. Mondiali 2006                                                   | -                                                                     |                                                                       |
| 8-9-2004                                                              | Il Pireo                                                              | Grecia                                                                | 0 – 0                                                                 | Turchia                                                               | Qual. Mondiali 2006                                                   | -                                                                     |                                                                       |
| 9-10-2004                                                             | Kiev                                                                  | Ucraina                                                               | 1 – 1                                                                 | Grecia                                                                | Qual. Mondiali 2006                                                   | -                                                                     |                                                                       |
| 17-11-2004                                                            | Il Pireo                                                              | Grecia                                                                | 3 – 1                                                                 | Kazakistan                                                            | Qual. Mondiali 2006                                                   | 2                                                                     |                                                                       |
| 9-2-2005                                                              | Il Pireo                                                              | Grecia                                                                | 2 – 1                                                                 | Danimarca                                                             | Qual. Mondiali 2006                                                   | -                                                                     |                                                                       |
| 26-3-2005                                                             | Tbilisi                                                               | Georgia                                                               | 1 – 3                                                                 | Grecia                                                                | Qual. Mondiali 2006                                                   | -                                                                     |                                                                       |
| 30-3-2005                                                             | Atene                                                                 | Grecia                                                                | 2 – 0                                                                 | Albania                                                               | Qual. Mondiali 2006                                                   | 1                                                                     |                                                                       |
| 4-6-2005                                                              | Istanbul                                                              | Turchia                                                               | 0 – 0                                                                 | Grecia                                                                | Qual. Mondiali 2006                                                   | -                                                                     |                                                                       |
| 8-6-2005                                                              | Atene                                                                 | Grecia                                                                | 0 – 1                                                                 | Ucraina                                                               | Qual. Mondiali 2006                                                   | -                                                                     |                                                                       |
| 16-6-2005                                                             | Lipsia                                                                | Brasile                                                               | 3 – 0                                                                 | Grecia                                                                | Conf. Cup 2005 - 1º turno                                             | -                                                                     |                                                                       |
| 19-6-2005                                                             | Francoforte sul Meno                                                  | Giappone                                                              | 1 – 0                                                                 | Grecia                                                                | Conf. Cup 2005 - 1º turno                                             | -                                                                     |                                                                       |
| 22-6-2005                                                             | Francoforte sul Meno                                                  | Grecia                                                                | 0 – 0                                                                 | Messico                                                               | Conf. Cup 2005 - 1º turno                                             | -                                                                     |                                                                       |
| 17-8-2005                                                             | Bruxelles                                                             | Belgio                                                                | 2 – 0                                                                 | Grecia                                                                | Amichevole                                                            | -                                                                     |                                                                       |
| 7-9-2005                                                              | Almaty                                                                | Kazakistan                                                            | 1 – 2                                                                 | Grecia                                                                | Qual. Mondiali 2006                                                   | -                                                                     |                                                                       |
| 28-2-2006                                                             | Limassol                                                              | Bielorussia                                                           | 0 – 1                                                                 | Grecia                                                                | Amichevole                                                            | -                                                                     |                                                                       |
| 1-3-2006                                                              | Strovolos                                                             | Kazakistan                                                            | 0 – 2                                                                 | Grecia                                                                | Amichevole                                                            | -                                                                     |                                                                       |
| 25-5-2006                                                             | Melbourne                                                             | Australia                                                             | 1 – 0                                                                 | Grecia                                                                | Amichevole                                                            | -                                                                     |                                                                       |
| 16-8-2006                                                             | Liverpool                                                             | Inghilterra                                                           | 4 – 0                                                                 | Grecia                                                                | Amichevole                                                            | -                                                                     |                                                                       |
| 2-9-2006                                                              | Chișinău                                                              | Moldavia                                                              | 0 – 1                                                                 | Grecia                                                                | Qual. Euro 2008                                                       | -                                                                     |                                                                       |
| 7-10-2006                                                             | Il Pireo                                                              | Grecia                                                                | 1 – 0                                                                 | Norvegia                                                              | Qual. Euro 2008                                                       | -                                                                     |                                                                       |
| 11-10-2006                                                            | Zenica                                                                | Bosnia ed Erzegovina                                                  | 0 – 4                                                                 | Grecia                                                                | Qual. Euro 2008                                                       | 1                                                                     |                                                                       |
| 6-2-2007                                                              | Londra                                                                | Corea del Sud                                                         | 2 – 0                                                                 | Grecia                                                                | Amichevole                                                            | -                                                                     |                                                                       |
| 24-3-2007                                                             | Atene                                                                 | Grecia                                                                | 1 – 4                                                                 | Turchia                                                               | Qual. Euro 2008                                                       | -                                                                     |                                                                       |
| 2-6-2007                                                              | Candia                                                                | Grecia                                                                | 2 – 0                                                                 | Ungheria                                                              | Qual. Euro 2008                                                       | -                                                                     |                                                                       |
| 6-6-2007                                                              | Candia                                                                | Grecia                                                                | 2 – 1                                                                 | Moldavia                                                              | Qual. Euro 2008                                                       | 1                                                                     |                                                                       |
| 13-10-2007                                                            | Atene                                                                 | Grecia                                                                | 3 – 2                                                                 | Bosnia ed Erzegovina                                                  | Qual. Euro 2008                                                       | 1                                                                     |                                                                       |
| 17-10-2007                                                            | Istanbul                                                              | Turchia                                                               | 0 – 1                                                                 | Grecia                                                                | Qual. Euro 2008                                                       | -                                                                     |                                                                       |
| 6-2-2008                                                              | Nicosia                                                               | Finlandia                                                             | 1 – 2                                                                 | Grecia                                                                | Amichevole                                                            | 1                                                                     |                                                                       |
| 26-3-2008                                                             | Düsseldorf                                                            | Portogallo                                                            | 1 – 2                                                                 | Grecia                                                                | Amichevole                                                            | -                                                                     |                                                                       |
| 24-5-2008                                                             | Budapest                                                              | Ungheria                                                              | 3 – 2                                                                 | Grecia                                                                | Amichevole                                                            | -                                                                     |                                                                       |
| 1-6-2008                                                              | Offenbach am Main                                                     | Grecia                                                                | 0 – 0                                                                 | Armenia                                                               | Amichevole                                                            | -                                                                     |                                                                       |
| 10-6-2008                                                             | Salisburgo                                                            | Svezia                                                                | 2 – 0                                                                 | Grecia                                                                | Euro 2008 - 1º turno                                                  | -                                                                     |                                                                       |
| 14-6-2008                                                             | Salisburgo                                                            | Grecia                                                                | 0 – 1                                                                 | Russia                                                                | Euro 2008 - 1º turno                                                  | -                                                                     |                                                                       |
| 18-6-2008                                                             | Salisburgo                                                            | Spagna                                                                | 2 – 1                                                                 | Grecia                                                                | Euro 2008 - 1º turno                                                  | 1                                                                     |                                                                       |
| 20-8-2008                                                             | Bratislava                                                            | Slovacchia                                                            | 0 – 2                                                                 | Grecia                                                                | Amichevole                                                            | -                                                                     |                                                                       |
| 6-9-2008                                                              | Lussemburgo                                                           | Lussemburgo                                                           | 0 – 3                                                                 | Grecia                                                                | Qual. Mondiali 2010                                                   | 1                                                                     |                                                                       |
| 10-9-2008                                                             | Riga                                                                  | Lettonia                                                              | 0 – 2                                                                 | Grecia                                                                | Qual. Mondiali 2010                                                   | -                                                                     |                                                                       |
| 11-10-2008                                                            | Il Pireo                                                              | Grecia                                                                | 3 – 0                                                                 | Moldavia                                                              | Qual. Mondiali 2010                                                   | 2                                                                     |                                                                       |
| 15-10-2008                                                            | Il Pireo                                                              | Grecia                                                                | 1 – 2                                                                 | Svizzera                                                              | Qual. Mondiali 2010                                                   | 1                                                                     |                                                                       |
| 11-2-2009                                                             | Il Pireo                                                              | Grecia                                                                | 1 – 1                                                                 | Danimarca                                                             | Amichevole                                                            | -                                                                     |                                                                       |
| 28-3-2009                                                             | Tel Aviv                                                              | Israele                                                               | 1 – 1                                                                 | Grecia                                                                | Qual. Mondiali 2010                                                   | -                                                                     |                                                                       |
| 1-4-2009                                                              | Candia                                                                | Grecia                                                                | 2 – 1                                                                 | Israele                                                               | Qual. Mondiali 2010                                                   | -                                                                     |                                                                       |
| 12-8-2009                                                             | Bydgoszcz                                                             | Polonia                                                               | 2 – 0                                                                 | Grecia                                                                | Amichevole                                                            | -                                                                     |                                                                       |
| 5-9-2009                                                              | Basilea                                                               | Svizzera                                                              | 2 – 0                                                                 | Grecia                                                                | Qual. Mondiali 2010                                                   | -                                                                     |                                                                       |
| 9-9-2009                                                              | Chișinău                                                              | Moldavia                                                              | 1 – 1                                                                 | Grecia                                                                | Qual. Mondiali 2010                                                   | -                                                                     |                                                                       |
| 14-11-2009                                                            | Atene                                                                 | Grecia                                                                | 0 – 0                                                                 | Ucraina                                                               | Qual. Mondiali 2010                                                   | -                                                                     |                                                                       |
| 18-11-2009                                                            | Donec'k                                                               | Ucraina                                                               | 0 – 1                                                                 | Grecia                                                                | Qual. Mondiali 2010                                                   | -                                                                     |                                                                       |
| 3-3-2010                                                              | Volo                                                                  | Senegal                                                               | 2 – 0                                                                 | Grecia                                                                | Amichevole                                                            | -                                                                     |                                                                       |
| 25-5-2010                                                             | Altach                                                                | Giappone                                                              | 2 – 2                                                                 | Grecia                                                                | Amichevole                                                            | 1                                                                     |                                                                       |
| 2-6-2010                                                              | Winterthur                                                            | Paraguay                                                              | 2 – 0                                                                 | Grecia                                                                | Amichevole                                                            | -                                                                     |                                                                       |
| 12-6-2010                                                             | Port Elizabeth                                                        | Grecia                                                                | 0 – 2                                                                 | Corea del Sud                                                         | Mondiali 2010 - 1º turno                                              | -                                                                     |                                                                       |
| 11-10-2010                                                            | Tbilisi                                                               | Georgia                                                               | 1 – 2                                                                 | Grecia                                                                | Qual. Euro 2012                                                       | 1                                                                     |                                                                       |
| 11-11-2011                                                            | Il Pireo                                                              | Grecia                                                                | 1 – 1                                                                 | Iran                                                                  | Amichevole                                                            | -                                                                     |                                                                       |
| 15-11-2011                                                            | Bucarest                                                              | Romania                                                               | 3 – 1                                                                 | Grecia                                                                | Amichevole                                                            | -                                                                     |                                                                       |
| Totale                                                                |                                                                       | Presenze (9º posto)                                                   | 88                                                                    |                                                                       | Reti (2º posto)                                                       | 25                                                                    |                                                                       |

## Palmarès

### Club
- Campionato tedesco: 1

Werder Brema: 2003-2004
- Coppa di Germania: 2

Werder Brema: 2003-2004
Schalke 04: 2010-2011
- Coppa dei Paesi Bassi: 1

Ajax: 2005-2006
- Supercoppa dei Paesi Bassi: 1

Ajax: 2005

### Nazionale
- Campionato d'Europa: 1

2004